# La Villeneuve, Creuse
La Villeneuve är en kommun i departementet Creuse i regionen Nouvelle-Aquitaine i de centrala delarna av Frankrike. Kommunen ligger i kantonen Crocq som tillhör arrondissementet Aubusson. År 2022 hade La Villeneuve 45 invånare.

## Befolkningsutveckling
Antalet invånare i kommunen La Villeneuve
Referens:INSEE